# ويليام هيلي ويليس
ويليام هيلي ويليس (بالإنجليزية: William Hailey Willis)‏ هو عالم برديات أمريكي، ولد في 29 أبريل 1916 في ميريديان في الولايات المتحدة، وتوفي في 13 يونيو 2000 في درم في الولايات المتحدة.